# Terrain de Bécon
Le terrain de Bécon est un terrain de football utilisé de 1891 à 1896 et situé dans le quartier de Bécon à Courbevoie, au Nord-ouest de Paris.

## Historique
Georges Duhamel, joueur du Cercle athlétique de Neuilly, donne dans son ouvrage Le Football français : ses débuts une description assez précise de l'emplacement du terrain de Bécon. Il était situé sur une vaste plaine dans le quartier de Bécon à Courbevoie, au Nord-ouest de Paris, en face de la gare de Bécon-les-Bruyères, laissée vacante par la Compagnie des chemins de fer de l'Ouest. À partir de la gare, le terrain s'étend au Nord-est sur 600 mètres vers Asnières-sur-Seine et au Sud-ouest sur 300 mètres vers le boulevard de Verdun à Courbevoie.
Il est dans un premier temps utilisé par les White Rovers, et devient l'un des principaux terrains de football de Paris. Le terrain est utilisé pour la majorité des matches des championnats de France de football 1894, 1895 et 1896.

### Ouvrage de référence
- Georges Duhamel, Le Football français : ses débuts, 1959

1. ↑  Duhamel, 1893-1894, p. 43
2. ↑  Duhamel, 1893-1894, p. 44

- Julien Sorez, Le Football dans Paris et ses banlieues : un sport devenu spectacle, 2013